# لارس کونراد
لارس کونراد (به انگلیسی: Lars Conrad) (زادهٔ ۱ ژوئن ۱۹۷۶) شناگر اهل آلمان است.